# Казе Рицо (Тревизо)
Казе Рицо је насеље у Италији у округу Тревизо, региону Венето.
Према процени из 2011. у насељу је живело 14 становника. Насеље се налази на надморској висини од 10 м.